# Мадок (Северна Дакота)
Мадок (енгл. Maddock) град је у америчкој савезној држави Северна Дакота.

## Демографија
По попису из 2010. године број становника је 382, што је 116 (-23,3%) становника мање него 2000. године.
| Група             | 2000.       | 2010.       |
| Белци             | 495 (99,4%) | 361 (94,5%) |
| Афроамериканци    | 0 (0,0%)    | 1 (0,3%)    |
| Азијати           | 0 (0,0%)    | 1 (0,3%)    |
| Хиспаноамериканци | 1 (0,2%)    | 6 (1,6%)    |
| Укупно            | 498         | 382         |